# 浅木舞
浅木 舞（あさき まい、1975年3月8日 - ）は、日本の女性声優。東京都出身。

## 人物
モデルとして活躍するかたわら、『ねるとん紅鯨団』のナレーターとして声優の実績を積む。神奈川県葉山に在住。趣味でウクレレを始め、現在はウクレレの講師も務める。

## 出演
太字はメインキャラクター。

### テレビアニメ
- 七人のナナ（ナナっち）

### ゲーム
- あいたくて… 〜your smiles in my heart〜（二宮麻子）

### CD
- あいたくて…〜your smiles in my heart〜オリジナル・ゲーム・サントラVol.1春〜夏
- エルフアニメーションソング・ファイル
  - Girls be UP!（あっぷあっぷ）
- 下級生アニメーション・サウンドトラック
  - Girls be UP! TV edit（あっぷあっぷ）
- 七人のナナ〜side story of nana～音楽の時間
  - HAPPY☆COME COME
  - Birdie, birdie（nana×nana）
- 七人のナナオリジナルサウンドトラック〜side story of nana II〜～
  - Success, success（nana×nana）

### CM
- 近畿日本ツーリスト「沖縄キャンペーンガール」（1994年）

### ナレーション
- ねるとん紅鯨団（1987年）